# Landtagswahl in Schleswig-Holstein 1996
- SPD: 33
- Grüne: 6
- SSW: 2
- FDP: 4
- CDU: 30

- Regierung: 39
- Opposition: 36

Die Landtagswahl in Schleswig-Holstein am 24. März 1996 fand parallel zu den Landtagswahlen in Baden-Württemberg und in Rheinland-Pfalz statt.

## Vorherige Landtagswahl
Bei der vorherigen Landtagswahl vom 5. April 1992 hatte die SPD unter Björn Engholm ihre 1988 errungene absolute Mehrheit knapp verteidigt.
Die CDU unter Ottfried Hennig verharrte mit 33,8 Prozent der Stimmen auf niedrigem Niveau.
Die FDP hatte den Einzug in den Landtag mit 5,6 Prozent der Stimmen knapp erreicht, wohingegen Bündnis 90/Die Grünen mit 4,97 Prozent der Stimmen der Einzug in den Landtag verwehrt blieb.
Drittstärkste Kraft war die rechtsextreme DVU mit 6,3 Prozent der Stimmen.
Der von der Fünfprozenthürde befreite SSW war mit einem Abgeordneten, Karl Otto Meyer, im Landtag vertreten.

## Spitzenkandidaten
Für die SPD trat erstmals Heide Simonis an.
Simonis hatte am 19. Mai 1993 die Nachfolge des wegen der sogenannten Schubladenaffäre zurückgetretenen Ministerpräsidenten Björn Engholm übernommen. Sie war damit die erste Ministerpräsidentin eines deutschen Bundeslandes. Für die CDU trat erneut der ehemalige parlamentarische Staatssekretär im Bundesministerium der Verteidigung, Ottfried Hennig, an.

## Ergebnis
Wahlberechtigte: 2.112.522
Wähler: 1.516.309 (Wahlbeteiligung: 71,78 %)
Gültige Stimmen: 1.502.088
| Partei         | Stimmen   | Anteil in % | Direkt- man- date | Sitze |
| -------------- | --------- | ----------- | ----------------- | ----- |
| SPD            | 597.751   | 39,79       | 26                | 33    |
| CDU            | 559.107   | 37,22       | 19                | 30    |
| GRÜNE          | 121.939   | 8,12        |                   | 6     |
| FDP            | 86.227    | 5,74        |                   | 4     |
| DVU            | 64.335    | 4,28        |                   |       |
| SSW            | 38.285    | 2,55        |                   | 2     |
| WSH            | 28.206    | 1,88        |                   |       |
| DLVH           | 3.144     | 0,21        |                   |       |
| ÖDP            | 1.581     | 0,11        |                   |       |
| DKP            | 437       | 0,03        |                   |       |
| PBC            | 231       | 0,02        |                   |       |
| Einzelbewerber | 845       | 0,06        |                   |       |
| Total          | 1.502.088 |             | 45                | 75    |

Die SPD sackte um 6,4 Prozentpunkte ab und verfehlte mit 39,8 Prozent der abgegebenen Stimmen ihre absolute Mehrheit im Landtag. Sie blieb damit jedoch stärkste Kraft vor der CDU, die 3,4 Prozentpunkte zulegte und nunmehr auf 37,2 Prozent der Stimmen kam.
Die FDP legte leicht zu auf 5,7 Prozent der Stimmen.
Bündnis 90/Die Grünen erzielten einen Stimmenzuwachs in Höhe von 3,13 Prozentpunkten und zogen mit einem Stimmenanteil in Höhe von 8,1 Prozent erstmals in den Landtag von Schleswig-Holstein ein.
Der SSW, als Partei der dänischen Minderheit von der Sperrklausel befreit, verbesserte sich auf 2,5 Prozent der Stimmen zu und konnte diesmal zwei Abgeordnete in den Landtag entsenden. Der seit 1971 dem Landtag angehörende Abgeordnete Meyer hatte auf eine erneute Kandidatur verzichtet und schied nach 25 Jahren aus dem Landtag aus.
Die rechtsextreme DVU, die 1992 mit 6,3 Prozent der Stimmen als drittstärkste Kraft in den Landtag einzog, scheiterte diesmal an der Fünf-Prozent-Hürde und erzielte mit 4,3 % das höchste Ergebnis unter den nicht im Landtag vertretenen Parteien.

## Resultat
Die SPD bildete zusammen mit den Grünen eine Koalitionsregierung, so dass Heide Simonis als Ministerpräsidentin wiedergewählt wurde.